# Trophy European Pentathlon 1982

Logo CEB (ausrichtender Verband)

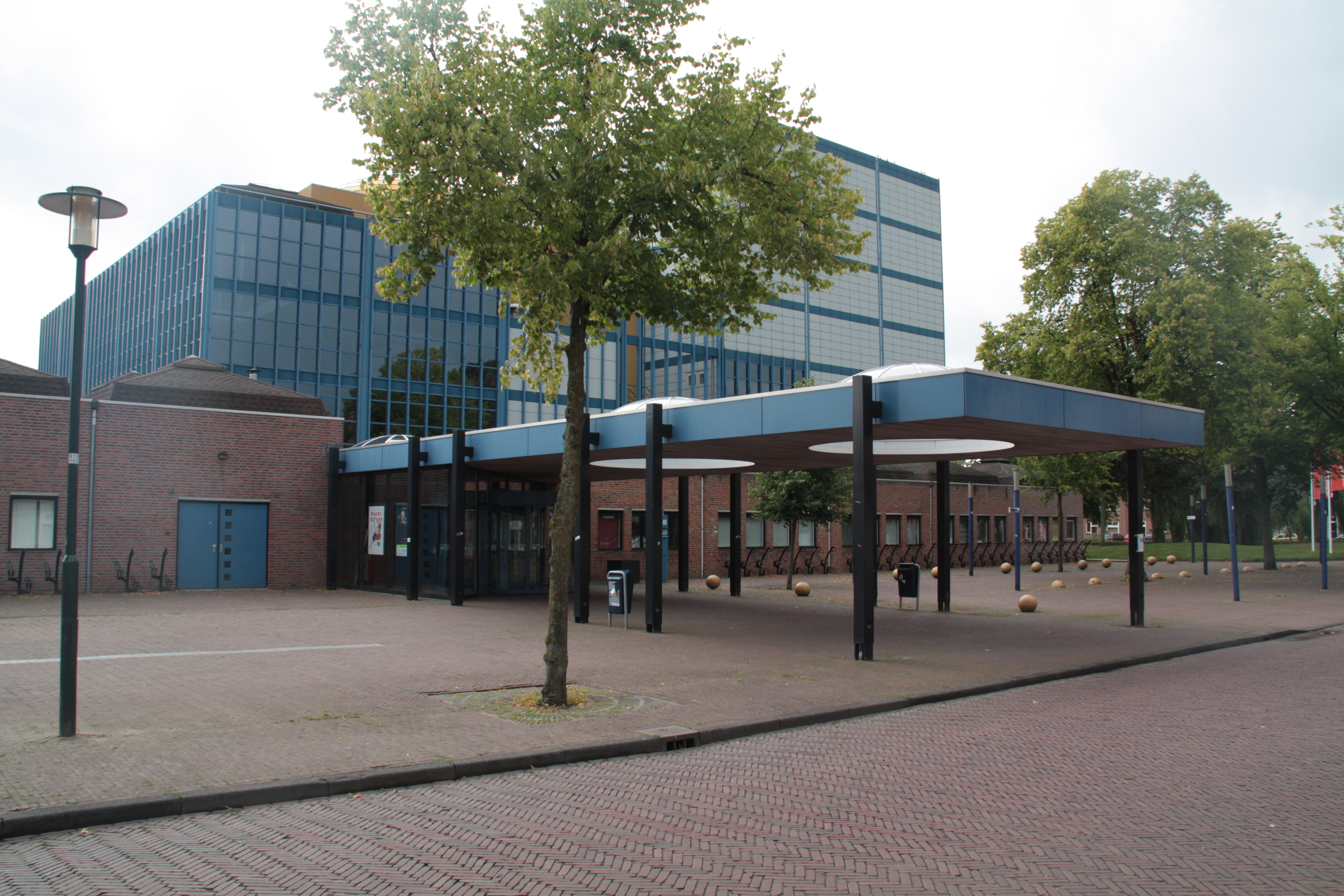
Kulturzentrum De Flint

Die Trophy European Pentathlon 1982 war die neunte Fünfkampf-Europameisterschaft für Nationalmannschaften, meist unter dem Namen TEP bekannt. Das Turnier fand vom 4. bis zum 7. November 1982 im niederländischen Amersfoort statt.

## Geschichte
Erstmals bei einem TEP Turnier waren am Schluss drei Mannschaften mit 8:2 Matchpunkten punktgleich an der Tabellenspitze. Die Niederlande gewann durch die meisten Partiepunkte mit 35. Belgien und Deutschland hatten jeweils 34 Partiepunkte und so war Belgien durch den besseren VMGD Zweiter. Im letzten Spiel Niederlande gegen Belgien spielten Piet Vet und Peter Bracke 500:500 in einer Aufnahme Unentschieden. Da kein Spieler in der Partie einen Fehler gemacht hat, wurden 2:2 Partiepunkte vergeben. Ein sehr starkes Turnier spielte Günter Siebert. Er wurde Zweiter in der Dreibandwertung hinter Rekordweltmeister Raymond Ceulemans und stellte mit 1,190 einen neuen deutschen Rekord im Generaldurchschnitt (GD) auf.

## Gemeldete Mannschaften
| Disziplin    | Niederlande            | Belgien           | Deutschland        |
| ------------ | ---------------------- | ----------------- | ------------------ |
| Freie Partie | Piet Vet               | Peter Bracke      | Dieter Wirtz       |
| Cadre 71/2   | Jos Bongers            | Willy Wesenbeek   | Klaus Hose         |
| Cadre 47/1   | Jan Arnouts            | Edouard Kusters   | Thomas Wildförster |
| Einband      | Christ van der Smissen | Ludo Dielis       | Wolfgang Zenkner   |
| Dreiband     | Rini van Bracht        | Raymond Ceulemans | Günter Siebert     |

| Disziplin    | Frankreich         | Österreich           | Italien          |
| ------------ | ------------------ | -------------------- | ---------------- |
| Freie Partie | Georges Bourezg    | Heinrich Weingartner | Luigi Natale     |
| Cadre 71/2   | Jean-Pierre Labeye | Kurt Mastny          | Giuseppe Ferrara |
| Cadre 47/1   | Francis Connesson  | Franz Stenzel        | Marco Zanetti    |
| Einband      | Egidio Vierat      | Gerhard Ralis        | Antonio Oddo     |
| Dreiband     | Richard Bitalis    | Wolfgang Anreitter   | Ignazio Armato   |

## Turniermodus
Es wurde mit sechs Mannschaften im Round Robin System gespielt.
Die Wertung für die Endtabelle:
1. MP = Matchpunkte
2. PP = Partiepunkte
3. VMGD = Verhältnismäßiger Mannschafts Generaldurchschnitt

## Abschlusstabelle
| Platz | Land        | Spiele | G-U-V | MP   | PP    | VMGD   |
| ----- | ----------- | ------ | ----- | ---- | ----- | ------ |
| 1     | Niederlande | 5      | 4-0-1 | 8:2  | 35:17 | 151,90 |
| 2     | Belgien     | 5      | 4-0-1 | 8:2  | 34:18 | 165,17 |
| 3     | Deutschland | 5      | 4-0-1 | 8:2  | 34:16 | 138,88 |
| 4     | Österreich  | 5      | 2-0-3 | 4:6  | 17:33 | 96,17  |
| 5     | Frankreich  | 5      | 1-0-4 | 2:8  | 24:26 | 111,43 |
| 6     | Italien     | 5      | 0-0-5 | 0:10 | 8:42  | 51,77  |

## Spielergebnisse
Leider lagen nicht alle Ergebnisse der Spiele vor.
| Disziplin                | Name                     | MP  | Pkt. | Aufn. | GD     | BED    |
| ------------------------ | ------------------------ | --- | ---- | ----- | ------ | ------ |
| Deutschland – Österreich | Deutschland – Österreich | 8:2 |      |       |        |        |
| Freie Partie             | Dieter Wirtz             | 0:2 | 229  | 5     | 45,80  | -      |
| Freie Partie             | Heinrich Weingartner     | 2:0 | 500  | 5     | 100,00 | 100,00 |
| Cadre 71/2               | Klaus Hose               | 2:0 | 300  | 12    | 25,00  | 25,00  |
| Cadre 71/2               | Kurt Mastny              | 0:2 | 273  | 12    | 22,75  | -      |
| Cadre 47/1               | Thomas Wildförster       | 2:0 | 300  | 6     | 50,00  | 50,00  |
| Cadre 47/1               | Franz Stenzel            | 0:2 | 244  | 6     | 40,66  | -      |
| Einband                  | Wolfgang Zenkner         | 2:0 | 200  | 37    | 5,40   | 5,40   |
| Einband                  | Gerhard Ralis            | 0:2 | 184  | 37    | 4,97   | -      |
| Dreiband                 | Günter Siebert           | 2:0 | 60   | 56    | 1,071  | 1,071  |
| Dreiband                 | Wolfgang Anreitter       | 0:2 | 50   | 56    | 0,892  | -      |

| Disziplin             | Name                  | MP  |
| --------------------- | --------------------- | --- |
| Niederlande – Italien | Niederlande – Italien | 8:2 |

| Disziplin            | Name                 | MP  |
| -------------------- | -------------------- | --- |
| Belgien – Frankreich | Belgien – Frankreich | 6:4 |

| Disziplin                | Name                     | MP  |
| ------------------------ | ------------------------ | --- |
| Niederlande – Österreich | Niederlande – Österreich | 9:1 |

| Disziplin         | Name              | MP   |
| ----------------- | ----------------- | ---- |
| Belgien – Italien | Belgien – Italien | 10:0 |

| Disziplin                | Name                     | MP  |
| ------------------------ | ------------------------ | --- |
| Niederlande – Frankreich | Niederlande – Frankreich | 6:4 |

| Disziplin            | Name                 | MP  |
| -------------------- | -------------------- | --- |
| Österreich – Italien | Österreich – Italien | 6:4 |

| Disziplin            | Name                 | MP  |
| -------------------- | -------------------- | --- |
| Belgien – Österreich | Belgien – Österreich | 8:2 |

| Disziplin            | Name                 | MP   |
| -------------------- | -------------------- | ---- |
| Frankreich – Italien | Frankreich – Italien | 10:0 |

| Disziplin             | Name                  | MP  |
| --------------------- | --------------------- | --- |
| Niederlande – Belgien | Niederlande – Belgien | 8:4 |

| Disziplin               | Name                    | MP  |
| ----------------------- | ----------------------- | --- |
| Österreich – Frankreich | Österreich – Frankreich | 6:4 |

| Disziplin                | Name                     | MP  | Pkt. | Aufn. | GD     | BED    |
| ------------------------ | ------------------------ | --- | ---- | ----- | ------ | ------ |
| Deutschland – Frankreich | Deutschland – Frankreich | 8:2 |      |       |        |        |
| Freie Partie             | Dieter Wirtz             | 2:0 | 500  | 2     | 250,00 | 250,00 |
| Freie Partie             | Georges Bourezg          | 0:2 | 105  | 2     | 52,50  | -      |
| Cadre 71/2               | Klaus Hose               | 0:2 | 145  | 11    | 13,18  | -      |
| Cadre 71/2               | Jean-Pierre Labeye       | 2:0 | 300  | 11    | 27,27  | 27,27  |
| Cadre 47/1               | Thomas Wildförster       | 2:0 | 300  | 8     | 37,50  | 37,50  |
| Cadre 47/1               | Francis Connesson        | 0:2 | 207  | 8     | 25,87  | -      |
| Einband                  | Wolfgang Zenkner         | 2:0 | 200  | 18    | 11,11  | 11,11  |
| Einband                  | Egidio Vierat            | 0:2 | 114  | 18    | 6,33   | -      |
| Dreiband                 | Günter Siebert           | 2:0 | 60   | 48    | 1,250  | 1,250  |
| Dreiband                 | Richard Bitalis          | 0:2 | 55   | 48    | 1,145  | -      |

| Disziplin             | Name                  | MP  | Pkt. | Aufn. | GD     | BED    |
| --------------------- | --------------------- | --- | ---- | ----- | ------ | ------ |
| Deutschland – Belgien | Deutschland – Belgien | 4:6 |      |       |        |        |
| Freie Partie          | Dieter Wirtz          | 2:0 | 500  | 4     | 125,00 | 125,00 |
| Freie Partie          | Peter Bracke          | 0:2 | 321  | 4     | 80,25  | -      |
| Cadre 71/2            | Klaus Hose            | 0:2 | 161  | 10    | 16,10  | -      |
| Cadre 71/2            | Willy Wesenbeek       | 2:0 | 300  | 10    | 30,009 | 30,00  |
| Cadre 47/1            | Thomas Wildförster    | 2:0 | 300  | 2     | 150,00 | 150,00 |
| Cadre 47/1            | Edouard Kusters       | 0:2 | 63   | 2     | 31,50  | -      |
| Einband               | Wolfgang Zenkner      | 0:2 | 73   | 13    | 5,61   | -      |
| Einband               | Ludo Dielis           | 2:0 | 200  | 13    | 15,38  | 15,38  |
| Dreiband              | Günter Siebert        | 0:2 | 41   | 44    | 0,931  | -      |
| Dreiband              | Raymond Ceulemans     | 2:0 | 60   | 44    | 1,363  | 1,363  |

| Disziplin                 | Name                      | MP  | Pkt. | Aufn. | GD     | BED    |
| ------------------------- | ------------------------- | --- | ---- | ----- | ------ | ------ |
| Deutschland – Niederlande | Deutschland – Niederlande | 6:4 |      |       |        |        |
| Freie Partie              | Dieter Wirtz              | 2:0 | 500  | 2     | 250,00 | 250,00 |
| Freie Partie              | Piet Vet                  | 0:2 | 6    | 2     | 3,00   | -      |
| Cadre 71/2                | Klaus Hose                | 2:0 | 300  | 9     | 33,33  | 33,33  |
| Cadre 71/2                | Jos Bongers               | 0:2 | 278  | 9     | 30,88  | -      |
| Cadre 47/1                | Thomas Wildförster        | 0:2 | 184  | 7     | 26,28  | -      |
| Cadre 47/1                | Jan Arnouts               | 2:0 | 300  | 7     | 42,85  | 42,85  |
| Einband                   | Wolfgang Zenkner          | 0:2 | 171  | 23    | 7,43   | -      |
| Einband                   | Christ van der Smissen    | 2:0 | 200  | 23    | 8,69   | 8,69   |
| Dreiband                  | Günter Siebert            | 2:0 | 60   | 48    | 1,250  | 1,250  |
| Dreiband                  | Rini van Bracht           | 0:2 | 43   | 48    | 0,895  | -      |

| Disziplin             | Name                  | MP  | Pkt. | Aufn. | GD     | BED    |
| --------------------- | --------------------- | --- | ---- | ----- | ------ | ------ |
| Deutschland – Italien | Deutschland – Italien | 8:2 |      |       |        |        |
| Freie Partie          | Dieter Wirtz          | 2:0 | 500  | 3     | 166,66 | 166,66 |
| Freie Partie          | Luigi Natale          | 0:2 | 83   | 3     | 27,66  | -      |
| Cadre 71/2            | Klaus Hose            | 2:0 | 300  | 10    | 30,00  | 30,00  |
| Cadre 71/2            | Giuseppe Ferrara      | 0:2 | 52   | 10    | 5,20   | -      |
| Cadre 47/1            | Thomas Wildförster    | 2:0 | 300  | 10    | 30,00  | 30,00  |
| Cadre 47/1            | Marco Zanetti         | 0:2 | 155  | 10    | 15,50  | -      |
| Einband               | Wolfgang Zenkner      | 0:2 | 170  | 21    | 8,09   | -      |
| Einband               | Antonio Oddo          | 2:0 | 200  | 21    | 9,52   | 9,52   |
| Dreiband              | Günter Siebert        | 2:0 | 60   | 40    | 1,500  | 1,500  |
| Dreiband              | Ignazio Armato        | 0:2 | 27   | 40    | 0,675  | -      |

Quellen:

## Einzel-Ranglisten
| Platz | Name                 | MP  | Pkte | Aufn. | GD     | BED    | HS  |
| ----- | -------------------- | --- | ---- | ----- | ------ | ------ | --- |
| 1     | Piet Vet             | 8:4 | 2006 | 11    | 182,36 | 500,00 | 500 |
| 2     | Dieter Wirtz         | 8:2 | 2229 | 16    | 139,31 | 250,00 | 490 |
| 3     | Peter Bracke         | 8:4 | 2321 | 21    | 110,52 | 500,00 | 500 |
| 4     | Heinrich Weingartner | 4:6 | 1271 | 21    | 60,52  | 500,00 | 500 |
| 5     | Georges Bourezg      | 2:8 | 1009 | 28    | 36,03  | 41,66  | 349 |
| 6     | Luigi Natale         | 2:8 | 1066 | 31    | 34,38  | 50,00  | 262 |

| Platz | Name               | MP   | Pkte | Aufn. | GD    | BED    | HS  |
| ----- | ------------------ | ---- | ---- | ----- | ----- | ------ | --- |
| 1     | Jean-Pierre Labeye | 8:2  | 1496 | 67    | 22,32 | 37,50  | 164 |
| 2     | Jos Bongers        | 6:4  | 1398 | 34    | 41,11 | 150,00 | 219 |
| 3     | Klaus Hose         | 6:4  | 1206 | 52    | 23,19 | 33,33  | 250 |
| 4     | Willy Wesenbeek    | 6:4  | 1365 | 64    | 21,32 | 30,00  | 168 |
| 5     | Kurt Mastny        | 4:6  | 1109 | 61    | 18,18 | 18,75  | 138 |
| 6     | Giuseppe Ferrara   | 0:10 | 286  | 60    | 4,76  | -      | 25  |

| Platz | Name               | MP  | Pkte | Aufn. | GD    | BED    | HS  |
| ----- | ------------------ | --- | ---- | ----- | ----- | ------ | --- |
| 1     | Jan Arnouts        | 9:1 | 1500 | 47    | 31,91 | 75,00  | 215 |
| 2     | Thomas Wildförster | 8:2 | 1384 | 33    | 41,93 | 150,00 | 265 |
| 3     | Francis Connesson  | 6:4 | 1384 | 35    | 39,54 | 75,00  | 193 |
| 4     | Franz Stenzel      | 3:7 | 1067 | 31    | 34,41 | 75,00  | 145 |
| 5     | Marco Zanetti      | 2:8 | 1008 | 43    | 23,44 | 37,50  | 184 |
| 6     | Edouard Kusters    | 2:8 | 757  | 53    | 14,28 | 25,00  | 133 |

| Platz | Name                   | MP  | Pkte | Aufn. | GD    | BED   | HS |
| ----- | ---------------------- | --- | ---- | ----- | ----- | ----- | -- |
| 1     | Ludo Dielis            | 8:2 | 888  | 62    | 14,32 | 18,18 | 67 |
| 2     | Christ van der Smissen | 8:2 | 959  | 99    | 9,68  | 22,22 | 59 |
| 3     | Wolfgang Zenkner       | 4:6 | 816  | 112   | 7,28  | 11,11 | 87 |
| 4     | Antonio Oddo           | 4:6 | 932  | 150   | 6,21  | 9,52  | 65 |
| 5     | Gerhard Ralis          | 4:6 | 810  | 135   | 6,00  | 7,69  | 44 |
| 6     | Egidio Vierat          | 2:8 | 681  | 110   | 6,19  | 5,88  | 49 |

| Platz | Name               | MP   | Pkte | Aufn. | GD    | BED   | HS |
| ----- | ------------------ | ---- | ---- | ----- | ----- | ----- | -- |
| 1     | Raymond Ceulemans  | 10:0 | 300  | 208   | 1,442 | 1,666 | 11 |
| 2     | Günter Siebert     | 8:2  | 281  | 236   | 1,190 | 1,500 | 10 |
| 3     | Richard Bitalis    | 6:4  | 271  | 244   | 1,110 | 1,621 | 9  |
| 4     | Rini van Bracht    | 4:6  | 257  | 240   | 1,070 | 1,666 | 10 |
| 5     | Wolfgang Anreitter | 2:8  | 256  | 245   | 1,044 | 0,869 | 10 |
| 6     | Ignazio Armato     | 0:10 | 169  | 262   | 0,645 | -     | 6  |